# Zephyranthes atamasco
Zephyanthes atamasco es una especie de planta bulbosa perteneciente a la familia de las amarilidáceas. Se distribuye por Norteamérica.

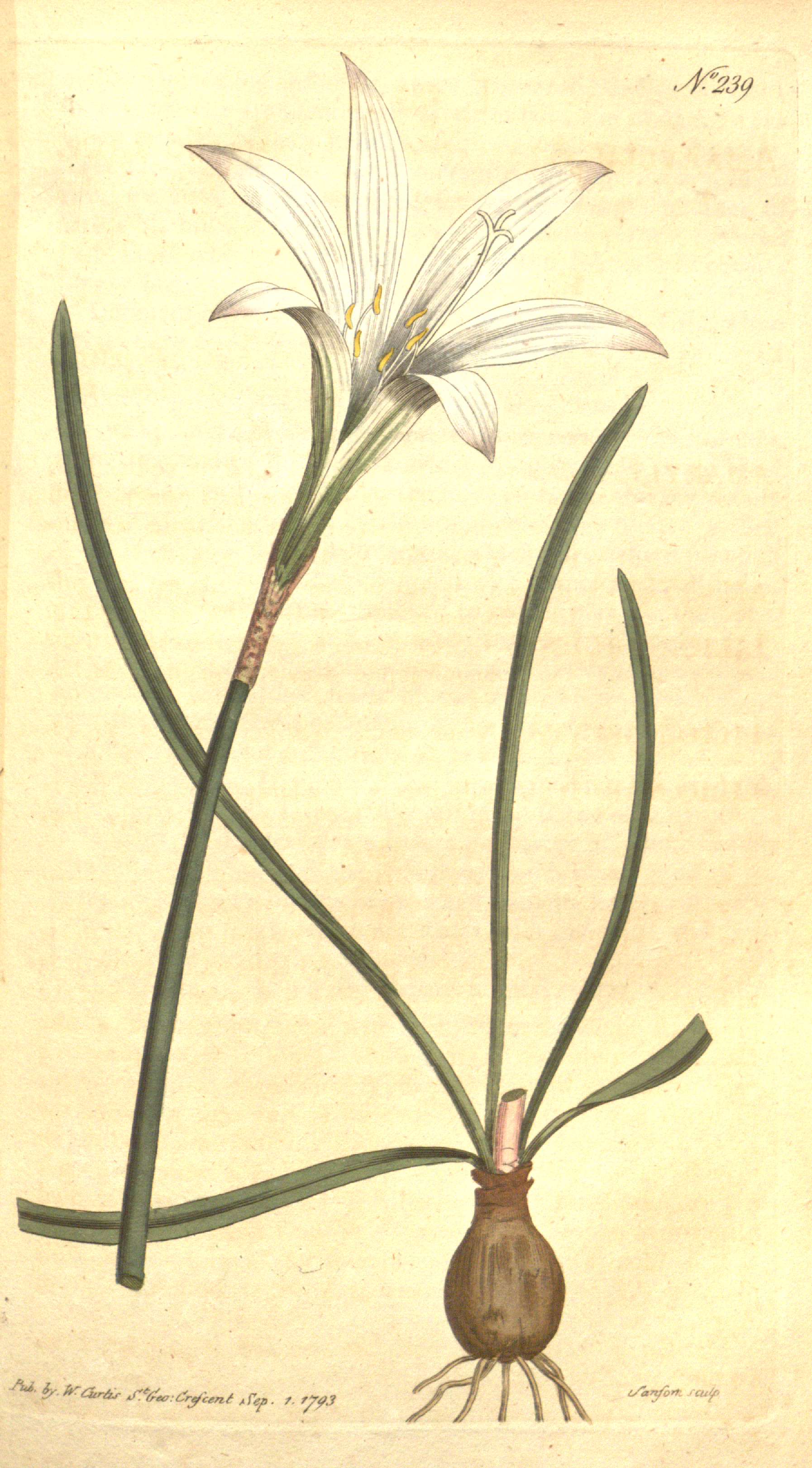
Ilustración

## Descripción
Es una planta bulbosa con las hojas de color verde brillante, de 8 mm de ancho. Espata de hasta 3,6 cm. Flores ligeramente inclinadas; los periantos en su mayoría blancos, a veces teñidos de rosa o con venas. Tiene un número cromosomático de 2n = 24.

## Distribución y hábitat
Floración se produce a mediados de invierno - primavera (enero-mayo). Se encuentra en los bosques mixtos, en los claros húmedos, en los prados y pastizales húmedos, en las llanuras costeras, o a piedemontes, a una altitud de 0-700 metros; en Alabama, Florida, Georgia, Maryland, Misisipi, Carolina del Norte, Carolina del Sur y Virginia.

## Taxonomía
Zephyranthes atamasco fue descrita por (Linneo) Herb. y publicado en Botanical Register; consisting of coloured... 1821(App.): 36, en el año 1821.
Etimología
Zephyranthes: nombre genérico que proviene de (Zephyrus, Dios del viento del oeste en la mitología griega y Anthos, flor) puede traducirse como "flor del viento del oeste", siendo el "viento del oeste" el que trae la lluvia que desencadena la floración de estas especies.
atamasco: epíteto
Sinonimia
- Amaryllis atamasco L., Sp. Pl.: 292. 1753.

Nota: Amaryllis atamasco Blanco = Hippeastrum miniatum
- Atamasco atamasco (L.) Greene, Pittonia 3: 187. 1897, nom. inval.
- Amaryllis aramasco L., Sp. Pl. ed. 2: 420. 1762, orth. var.
- Amaryllis atanasia Crantz, Inst. Rei Herb. 1: 486. 1766.
- Amaryllis pulchella Salisb., Prodr. Stirp. Chap. Allerton: 229. 1796.
- Amaryllis verecunda Salisb., Prodr. Stirp. Chap. Allerton: 229. 1796.
- Zephyranthes atamasco var. minor Herb., Amaryllidaceae: 171. 1837.
- Amaryllis virginiensis Oken, Allg. Naturgesch. 3(1): 544. 1841.[4]